# Galeria Sztuki Raven
Galeria Sztuki Raven (Raven Gallery) – galeria sztuki współczesnej działająca od 2001 roku w Krakowie, na Kazimierzu przy ul. Brzozowej. Właścicielką galerii jest Zofia Kruk.
Galeria organizuje wystawy oraz prowadzi sprzedaż obrazów, rysunków, grafik i rzeźb artystów współczesnych. W ciągu pierwszych 18 lat istnienia w galerii zorganizowano około 250 wystaw indywidualnych.
W ofercie galerii znajdują się dzieła członków Grupy Krakowskiej (Adama Marczyńskiego, Jonasza Sterna, Eugeniusza Wańka, Janiny Kraupe-Świderskiej, Teresy Rudowicz) oraz Grupy Wprost (Zbyluta Grzywacza, Barbary Skąpskiej). Gromadzi również dzieła twórców związanych z Kazimierzem: Jerzego Panka, Lucyny Patality, Marii Więckowskiej, Janusza Orbitowskiego i Romana Banaszewskiego. Ponadto zakupić tam można prace takich artystów jak: Juliusz Joniak, Teresa Wallis-Joniak, Stanisław Rodziński, Katarzyna Karpowicz, Anna Karpowicz-Westner, Eugeniusz Tukan-Wolski, Witold Pałka i Stanisław Tabisz.